# 中野陽一
中野 陽一（なかの よういち、1973年8月1日 - ）は熊本県出身の日本の柔道家。78kg級の選手。身長177cm。

## 経歴
託麻中学から東海大第二高校を経て、1992年には東海大学へ進学した。同期には後にアトランタオリンピックの71kg級で金メダルを獲得することになる中村兼三などがいた。3年の時には正力杯の78kg級で優勝を飾った。嘉納杯では決勝で高校時代からのライバルである福岡大学3年の中嶋靖宏を終了直前に背負投の有効で破ると、試合終了直後には両足を前後に開脚する｢コミカルジャンプ｣を3度も繰り広げるパフォーマンスを演じて見せた。なお、表彰式ではプレゼンターとして登場した読売ジャイアンツ監督の長嶋茂雄にメダルを授与された。その夜には今大会を中継したNHKで放送しているサタデースポーツに86kg級で優勝した新日本製鐵の吉田秀彦とともに出演した際に、キャスターの草野満代に試合後のパフォーマンスに関して尋ねられると、｢あれは柔道普及のために行った｣と返答した。なお、この行為に関してIJFや全柔連から公的に咎められるようなことは全くなかった。4年の時には正力杯で3位にとどまったが、正力国際では優勝を飾った。1996年には兵庫県警の所属となると、2000年の全国警察柔道選手権大会81kg級で優勝を飾った。

## 主な戦績
- 1994年 -　正力杯　優勝
- 1994年 -　嘉納杯　優勝
- 1995年 -　イタリア国際 3位
- 1995年 -　正力杯 3位
- 1996年 - 正力国際　優勝
- 1996年 -　講道館杯 5位
- 2000年 - 全国警察柔道選手権大会　優勝(81kg級)

(出典、JudoInside.com)。